# Long Weekend (film 2008)
Long Weekend (Nature's Grave) è un film del 2008 diretto da Jamie Blanks.
È un remake dell'omonimo film del 1978 diretto da Colin Eggleston.

## Trama
Peter e Carla sono una coppia che cerca di ritrovare un rapporto sereno. Peter convince con difficoltà Carla ad affrontare una vacanza in campeggio, in mezzo alla natura.
La tensione tra di loro continua ad aumentare, mentre presi dai loro problemi continuano ad offendere la natura gettando rifiuti e inquinando con trascuratezza l'ambiente incontaminato, e ferendo alcuni animali per superficialità o annoiato divertimento.
Entrambi realizzeranno troppo tardi che la natura, oltraggiata, può essere capace di pericolose reazioni, specie quando ci si trova su una spiaggia deserta.